# Pannonhalma
Pannonhalma est une ville et une commune du comitat de Győr-Moson-Sopron en Hongrie. Elle surtout connue pour son impressionnante et célèbre abbaye.

## Jumelages
- Engen (Allemagne)
- Dolné Saliby (Slovaquie)